# Сабинин, Александр Исаакович
Александр Исаакович Сабинин (настоящая фамилия Биненбойм; 22 сентября 1932 — 7 мая 2005) — советский и российский актёр театра и кино, театральный режиссёр. Заслуженный артист Российской Федерации (1993).

## Биография
Родился 22 сентября 1932 года. В 1961 году окончил Театральное училище имени Б. В. Щукина.
С 1967 года — актёр Московского театра на Таганке. Более 30 лет совмещал актёрскую деятельность с педагогической работой. Был профессором кафедры Мастерства актёра Театрального института им. Б.Щукина при Театре им. Е. Вахтангова.
Среди учеников — А. Калягин, Ю. Богатырев, Л. Чурсина, Н. Волков, К. Райкин, А. Пороховщиков.
Умер 7 мая 2005 года .

## Театральные работы
- «Добрый человек из Сезуана» (редакция 1964 год, Муж)
- «Живой» (Корреспондент)
- «Мать» (Директор фабрики)
- «Послушайте!»
- «Тартюф» (редакция 1968 год, Оргон)
- «Мастер и Маргарита» (Берлиоз) И т. д.

## Фильмография
- Штрихи к портрету В. И. Ленина|Поимённое голосование | Фильм № 1 (эпизод, 1967)
- Золотая сорока (Золотой Паук; фильм-спектакль, 1972)
- Фредерик Моро (господин Жак Арну, фильм-спектакль, 1973)
- Театр Клары Газуль (Бальтасар, фильм-спектакль, 1974)
- Смешные люди! (эпизод, 1977)
- Безответная любовь (эпизод, 1979)
- Письма мёртвого человека (1986)
- Десять дней, которые потрясли мир (фильм-спектакль, 1987)

## Режиссёрские работы
- Дядя Ваня (фильм-спектакль, 1993)

## Звания и награды
- Заслуженный артист Российской Федерации (1993).